# Grand Prix (videogioco)
Grand Prix è un videogioco di guida del 1982 sviluppato da Activision per Atari 2600.
Il gioco è incluso nella raccolta Activision's Atari 2600 Action Pack for Windows 95.

## Modalità di gioco
Grand Prix presenta quattro circuiti. La visuale è dall'alto con le vetture che scorrono da sinistra a destra.
I nomi delle piste sono ispirati a quattro circuiti reali: Watkins Glen, Brands Hatch, Le Mans e Monaco.